# PLASEQCAT i PLASEQTA
El PLASEQCAT i el PLASEQTA (acrònoims de "Pla d'Emergència Exterior del Sector Químic de Catalunya / Tarragona") constitueixen un plans especials amb la finalitat de disposar d'una planificació d'emergències que permetin afrontar i gestionar eficaçment les incidències i emergències que es puguin produir en accidents greus en la indústria o establiments que manipulen substàncies químiques perilloses. Els plans estableixen l'estructura de resposta, l'operativa i els procediments necessaris per gestionar qualsevol emergència en establiments afectats per la normativa d'accidents greus on es vegin involucrades substàncies químiques, amb la finalitat de minimitzar-ne el risc i garantir la seguretat de les persones i la protecció dels béns, les infraestructures i el medi ambient.
El Departament d'Interior de la Generalitat de Catalunya el defineix com «el marc orgànic i funcional per a fer front a les emergències per accidents greus amb substàncies perilloses prèviament analitzats, classificats i majoritàriament avaluats. En ell s'estableix l'esquema de coordinació de les autoritats, organismes i serveis cridats a intervenir, els recursos humans i materials necessaris per a la seva aplicació i les mesures de protecció més idònies».

## Abast territorial

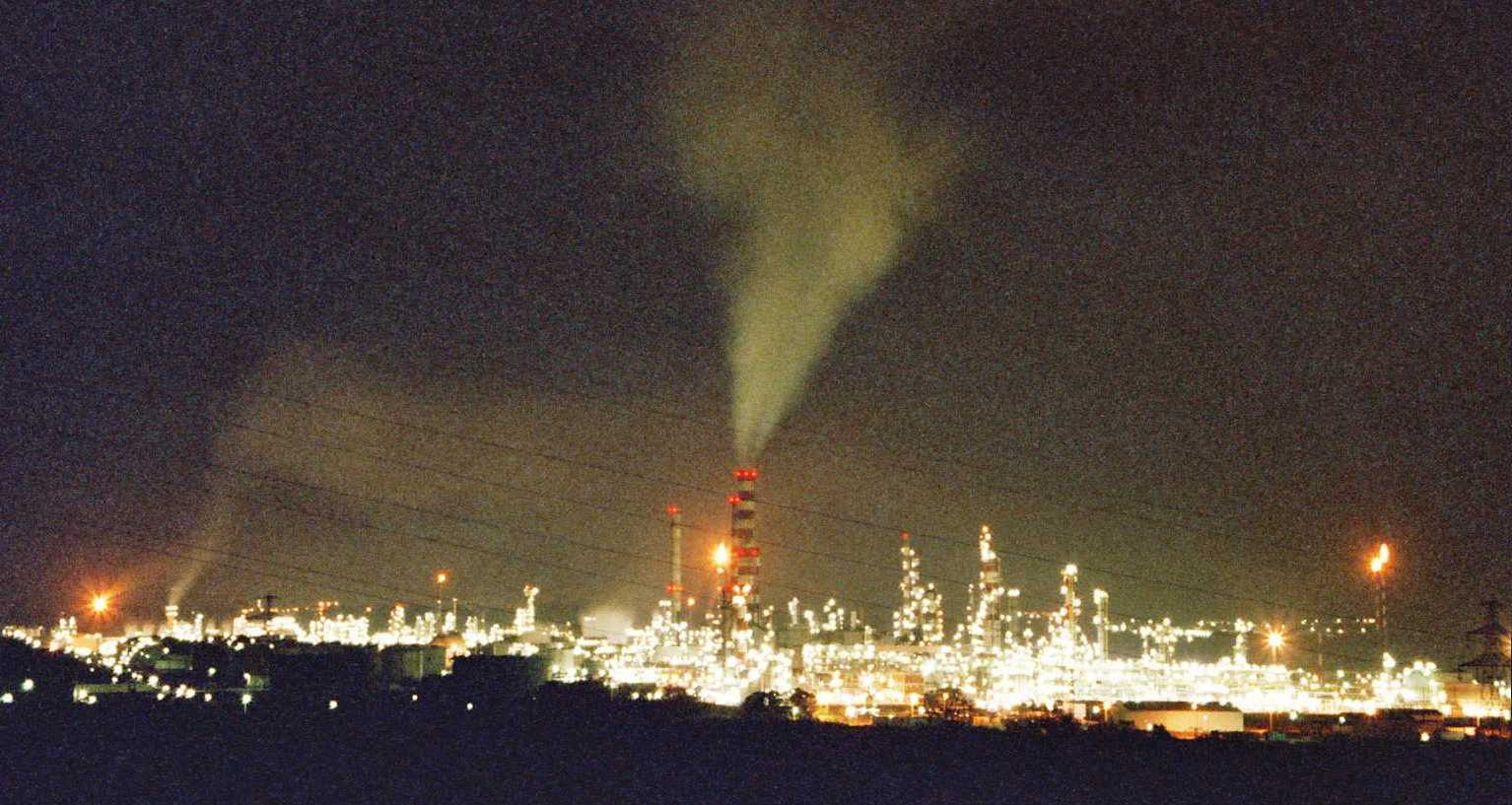
L’àmbit territorial del PLASEQTA abasta la zona d’influència del complex petroquímic de Tarragona així com qualsevol establiment industrial que manipuli substàncies perilloses a les comarques de Tarragona

L’abast del PLASEQCAT és tot el territori de Catalunya excepte les comarques de la demarcació Tarragona, que queden incloses dins l’abast territorial del PLASEQTA.

### Recuperació del PLASEQTA
El PLASEQTA fou creat el març de 2020 mitjançant un acord de Govern de la Generalitat de Catalunya arran de l'Accident petroquímic de la Canonja de 2020, retornant aíxi la gestió de les emergències químiques a Tarragona, tretze anys després que aquest pla s'integrés al PLASEQCAT.